# 横田由美子
横田 由美子（よこた ゆみこ）は日本のルポライター、ジャーナリスト。合同会社マグノリア代表社員。埼玉県さいたま市出身。

## 経歴
埼玉県浦和市出身。都内の私立高校を中退後、大検を経て、青山学院大学文学部卒業。十代は「父親が所有していた軽井沢の別荘で療養生活していた時期も長かった」という。大学在学中よりライター活動を本格化。1995年、元警察官僚の佐々淳行氏率いるNGO団体、JIRACのスタッフとしてカンボジアでの復興活動に参加する。同時期、国内でも法務省管轄の日本BBS連盟のスタッフとして、更生保護の活動をする。
2009年4月から2010年2月までニュースの深層のサブキャスターを務めた。
IT企業の代表取締役を経て、2015年、合同会社マグノリアを立ち上げる。主に女性の転職支援やキャリアアップのコンサル、テレビ番組や書籍の企画・プロデュースを手がける。代表作に、山崎拓氏による「YKK秘録」（講談社、2016）がある。2018年、文庫化。
2017年9月、朝日新聞社が運営する言論サイト「WebRonza」の文化・エンタメジャンルの筆者に起用される。2019年、東京MXで統一選挙直前特番「チョクギキ」に出演する。
2020年11月、女性向け医療ウェブマガジン・コレットタイムズをオープン。
2021年12月、YouTubeに｢ゆみりんチャンネル｣を開局。

## 著作
- 『私が愛した官僚たち』（講談社、2007）
- 『ヒラリーをさがせ！』（文春新書、2008）
- 『官僚村生活白書』（新潮社、2010）
- 『政治家・官僚の名門高校人脈』（光文社新書、2012）
- 『なぜ名門女子校の卒業生は『ひと味』違うのか』（PHP研究所、2015）

## 記事
- 「植草キョージュの痴漢法廷闘争録 (3大異色事件ドキュメント)｣新潮45 2008/1
- 「CO2 25%削減　『友愛』外交の敗北」月刊文藝春秋 2010/2
- 「民主党政権、迷走する教育政策」月刊中央公論 2010/5
- 「予算攻防、霞が関夏の陣」月刊中央公論 2020/10
- 「現役官僚83人大アンケート　官僚が選ぶ最低の大臣と次の総理」月刊文藝春秋2011/5

- 「断」産経新聞 2008/3〜2009/2
- 「読み解く」朝日新聞 2006/4〜2009/3
- 「メディア時評」毎日新聞 2010/10〜2011/3
- 「日本のエスタブリッシュメント　高校人脈からの系譜」日刊ゲンダイ 2010/10〜2014/3
- 「横田由美子の霞が関官僚実名録」ZAITEN 2010/11〜
- 「小説民主党　内部ゲヴァルト水滸伝」シリーズ　週刊新潮　2011/2〜
- 「政官パトロール」　月刊テーミス　2013/2〜
- 「世界一の不妊大国ニッポンのリアル」朝日新聞WebRonza　2015/10〜
- 「現代女類学研究　傾国のヒロインたち」月刊WiLL 2017/9〜
- ｢横田由美子の忖度なしでごめんあそばせ｣WiLL onlene　2020/6〜